# داست کیک بوی
«داست کیک بوی» (به انگلیسی: Dust Cake Boy) نخستین تک‌آهنگ از بیبز این توی‌لند می‌باشد که در نخستین آلبوم آن‌ها تحت عنوان اسپنکینگ مشین قرار دارد. این ترانه بر روی وینیل ۷" مشکی منتشر شد و نسخهٔ نهایی ترانه نیز به‌همراه «تف‌کن تا درخشش را ببینی» به‌عنوان بی-ساید در آن گنجانده شده بودند؛ «تف‌کن تا درخشش را ببینی» بعدها در ئی‌پی به مادر (۱۹۹۱) قرار گرفت.